# This City
This City is een Britse nu rave- en emoband uit Brighton.

## Bezetting
- Chris Purr[2]
- Grant Coleman[3]
- Arran Day
- George Travis
- Nick Burdett

## Geschiedenis
De oorspronkelijke drummer Jason Adelinia vertrok in 2007 om zich bij The Pipettes aan te sluiten, voorafgaand aan een profiel van Paul Lester van The Guardian. De band speelde bij het Latitude Festival 2008, Redfest 2008, en ondersteunde de band de 10-daagse Britse tournee van de band A in december 2009. Ze verschenen op Orange unsignedAct.